# Letiště Kwangdžu
Letiště Kwangdžu (korejsky 광주공항, IATA: KWJ, ICAO: RKJJ) je letiště u města Kwangdžu v provincii Jižní Čolla v Jižní Koreji. Leží ve vzdálenosti přibližně jedenácti kilometrů jihozápadně od centra města.
Vzletové a přistávací dráhy má letiště dvě a sdílí je s vojenskou leteckou základnou.
Jedním z nejčastějších cílů zdejších letů je mezinárodní letiště Čedžu na stejnojmenném ostrově.